# رکسویل (تگزاس)
رکسویل (به انگلیسی: Rexville) یک منطقهٔ مسکونی در ایالات متحده آمریکا است که در شهرستان آستین، تگزاس واقع شده‌است. رکسویل ۵۴٫۸۶ متر بالاتر از سطح دریا واقع شده‌است.